# Alain Van Zeveren

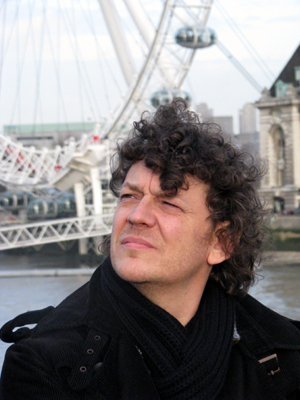
Alain Van Zeveren

Alain Van Zeveren (31 december 1963) is een Belgisch componist, arrangeur, producer en uitvoerend muzikant.
Na zijn studies aan het Koninklijk Muziekconservatorium te Gent concentreerde hij zich vooral op jazz en speelde hij met jazz-iconen als Dave Pike en Toots Thielemans. Later werd hij lid van de pop-rockgroep The Radios, waar hij instond voor piano en accordeon. Daarna legde hij zich vooral toe op het componeren, arrangeren en produceren van muziek voor televisie, film en theater. In 2012 ging hij van start met LyZA music, een collectieve rechtenvrije muziek service.

## Oeuvre

### Theater
1994
- De Getuige (van Knarf Van Pellecom)

1995
- Vermist  (van Knarf Van Pellecom)

2001
- Lustobject (met Els de Schepper)

2002
- Alladin the musical (regie: Jos Dom)
- De Kleine Prins (regie: Franz Marijnen)

2004
- Cyrano de Bergerac (van Edmond Rostand / regie: Franz Marijnen)

2005
- De meiden (van Jean Jenet /regie: Franz Marijnen)

2006
- Triptiek (van Nelly Arcan - Georges Bataille / regie: Franz Marijnen)

2007
- Heksenjacht (van Arthur Miller / regie: Franz Marijnen)

2008
- Red Rubber Balls (van Peter Verhelst / regie: Franz Marijnen)
- Glenn Gould (regie: Franz Marijnen)

2009
- Thérèse Raquin (regie: Franz Marijnen)
- Nocturne (van Eric Schneider / regie: Franz Marijnen)
- Medea (regie: Johan Doesburg)

2010
- P.P.P. (Pier Paolo Pasolini) (regie: Franz Marijnen)

### Film
1999
- Missing Link (regie: Ger Poppelaars)

### Televisie
1995-1996
- Ons geluk (van Gerard Walschap / scenario: Paul Koeck)

1997
- Wies Andersen Show  (van Wies Andersen)
- Vlaanderen Boven
- Dames-Heren

1998
- Deman (regie Mark Damen - Frank Devos)

## Prijzen en nominaties
1996
- ZAMU Award voor beste filmmuziek.(Ons Geluk)